# Фриденскирхе (Сан-Суси)

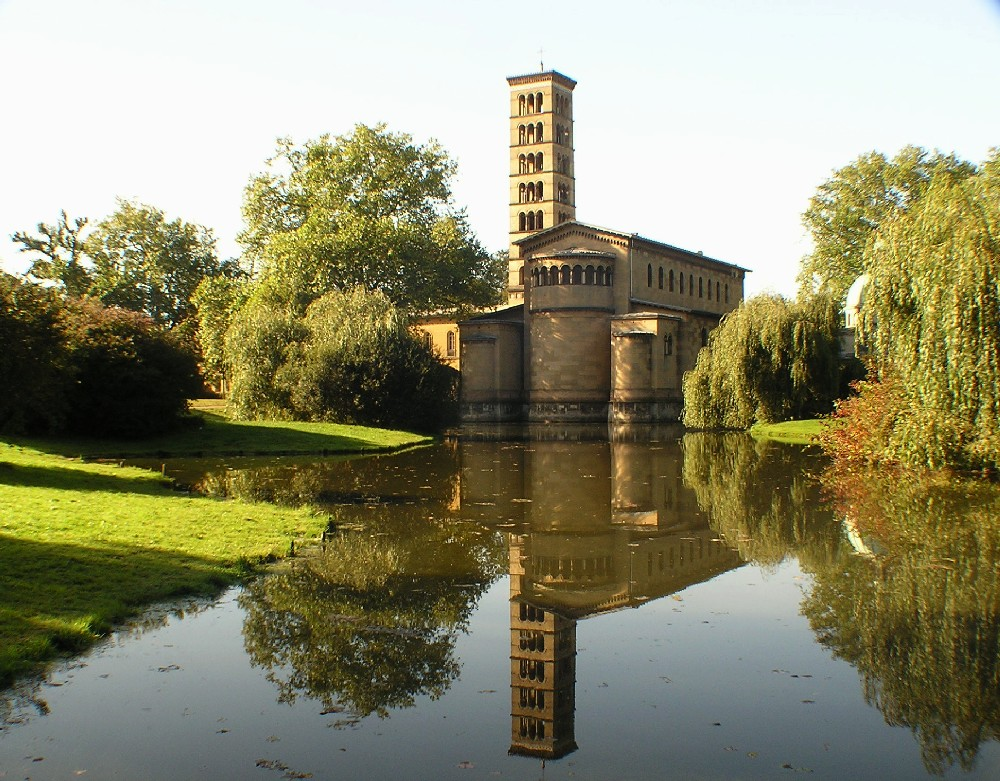
Фриденскирхе в Сан-Суси

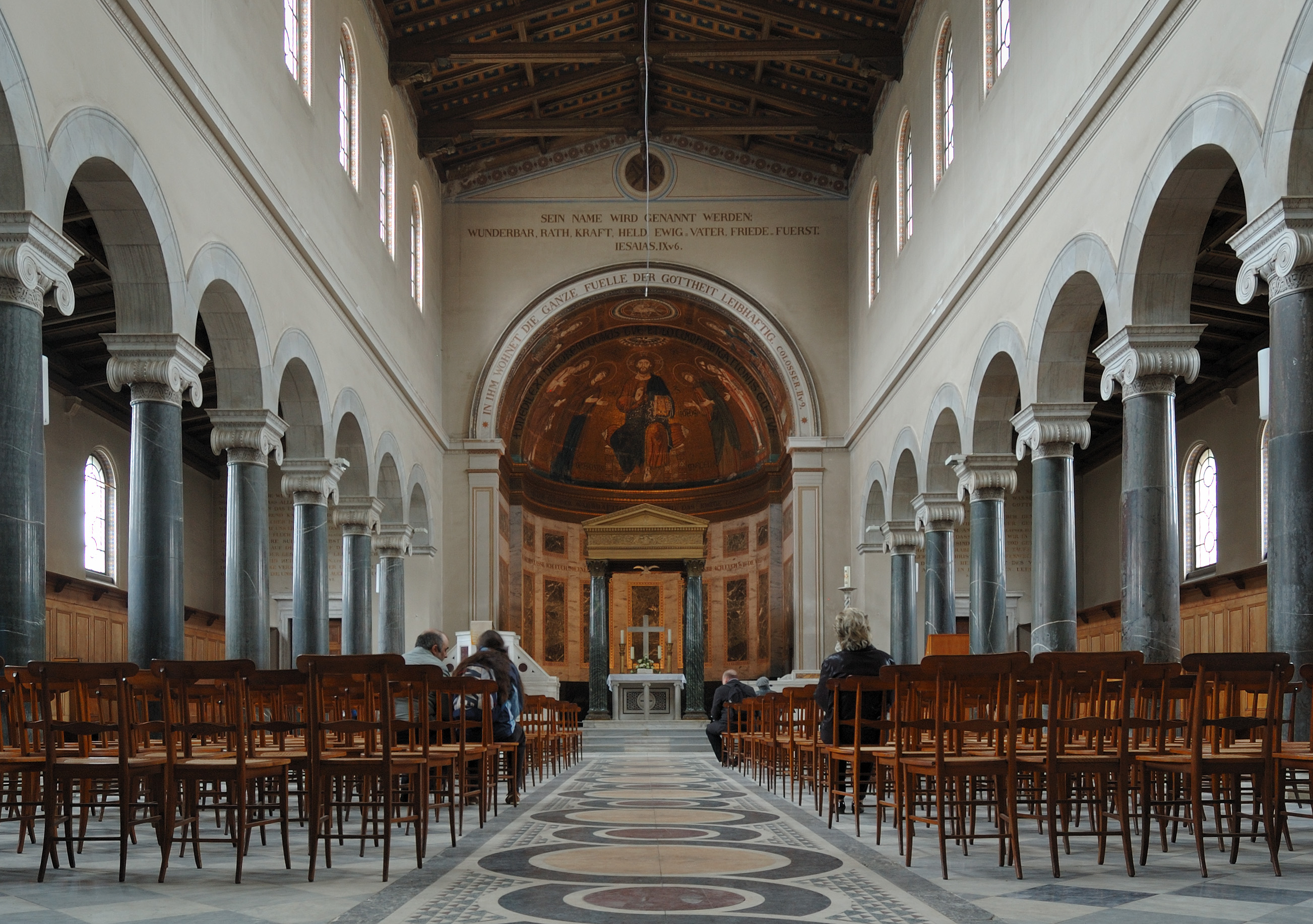
Интерьер Фриденскирхе

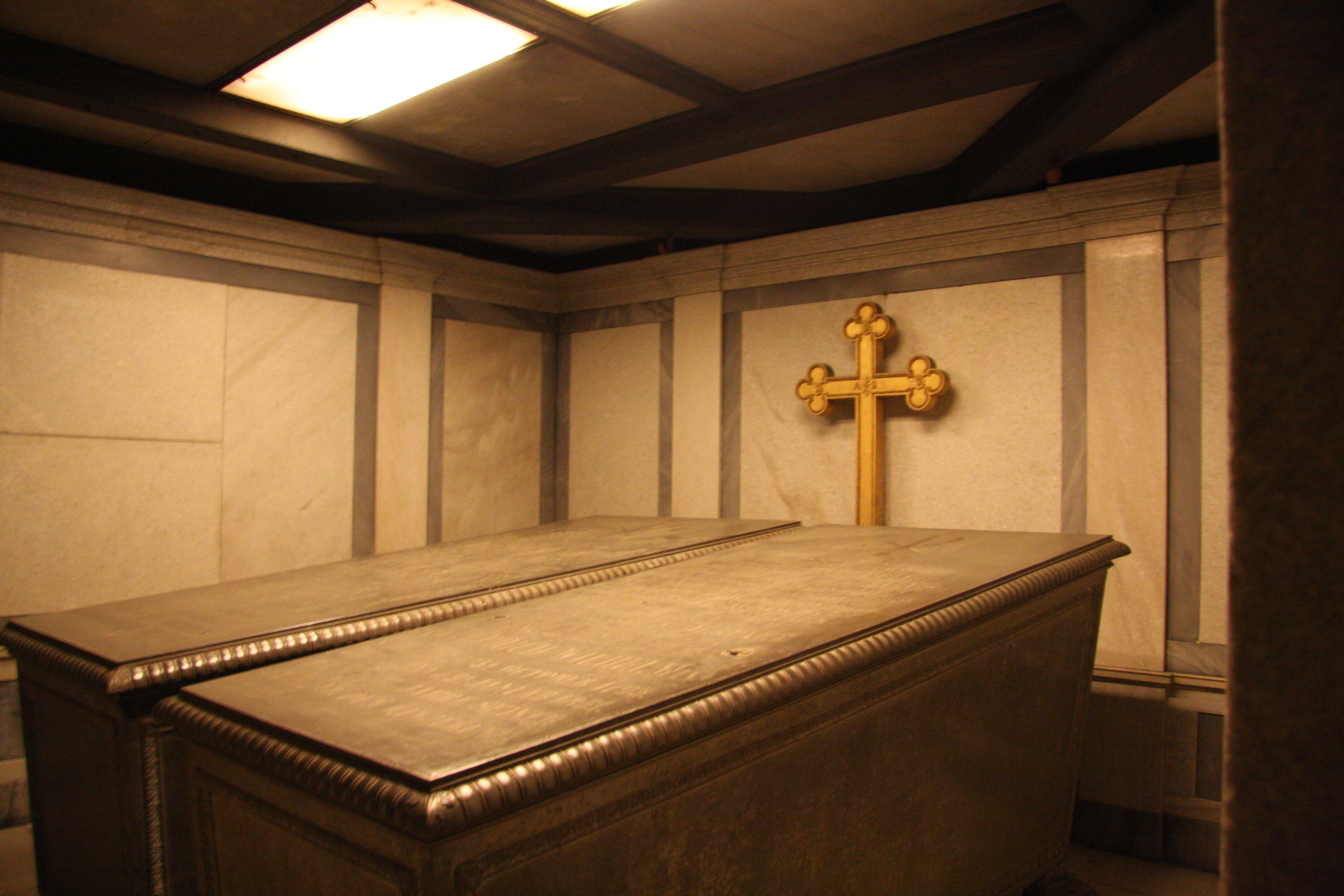
Подалтарная усыпальница с саркофагами Фридриха Вильгельма IV и Елизаветы Людовики Баварской

Фриденскирхе (нем. Friedenskirche — «церковь мира») — лютеранская церковь в дворцовом парке Сан-Суси в Потсдаме. Расположена в так называемом саду Марли рядом с главным входом в парк.
Фриденскирхе была построена по настоянию и при участии художественно одарённого короля Пруссии Фридриха Вильгельма IV по проекту придворного архитектора Людвига Персиуса. После смерти Персиуса работу завершал архитектор Фридрих Август Штюлер. Руководство работами было возложено на Фердинанда фон Арнима и Людвига Фердинанда Гессе. Первый камень в основание Фриденскирхе был заложен 14 апреля 1845 года, освящение храма состоялось 24 сентября 1848 года. Строительные работы продолжались до 1854 года. В архитектурном стиле церкви ощущается влияние монастырской архитектуры Верхней Италии.
Здание представляет собой трёхнефную колонную базилику без трансепта с отдельно стоящей кампанилой высотой 42 м, прообразом для которой послужила кампанила римской церкви Санта-Мария-ин-Козмедин. Центральный неф на 13,50 метров выше боковых, которые согласно пропорциональному канону вдвое уже. Нефы разделяет колоннада с полуциркульными арками. Образцом для потсдамской Фриденскирхе послужила Церковь Спасителя в порту Закрова, созданная по мотивам римской базилики Сан-Клементе. Фридрих Вильгельм в собственной строительной программе настаивал на следованию в церковной архитектуре раннехристианским и романским образцам. Он пожелал, чтобы в церкви был плоский кессонированный потолок. Апсида Фриденскирхе украшена настоящей венецианской мозаикой первой трети XIII века из шедшей под снос церкви в Сан Киприано на острове Мурано. Киворий на четырёх тёмно-зелёных колоннах из сибирской яшмы — подарок императора Николая I, женатого на родной сестре Фридриха Вильгельма, — был установлен в церкви в 1842 году.
Правый неф продолжает крестильная капелла. Панданом к ней у левого нефа расположена сакристия. После смерти Фридриха Вильгельма IV она некоторое время служила мавзолеем как для него, так впоследствии и для других почивших Гогенцоллернов. Сыновья кайзера Фридриха III и его супруги Виктории, принцы Сигизмунд и Вальдемар были похоронены здесь до 1892 года. В 1920 году здесь был захоронен младший сын последнего германского императора Вильгельма II принц Иоахим, в 1931 году его прах был перенесён в Античный храм.
Под двумя мраморными плитами у ступеней к алтарю находится королевская усыпальница. Фридрих Вильгельм IV умер после нескольких сердечных приступов 2 января 1861 года. После освящения усыпальницы в октябре 1864 года саркофаг с его телом был перенесён туда. Сердце короля покоится в мавзолее дворца Шарлоттенбург в Берлине, в ногах у его родителей. В 1873 году в усыпальнице поместили саркофаг почившей супруги Фридриха Вильгельма IV Елизаветы Людовики.

## Мавзолей кайзера Фридриха

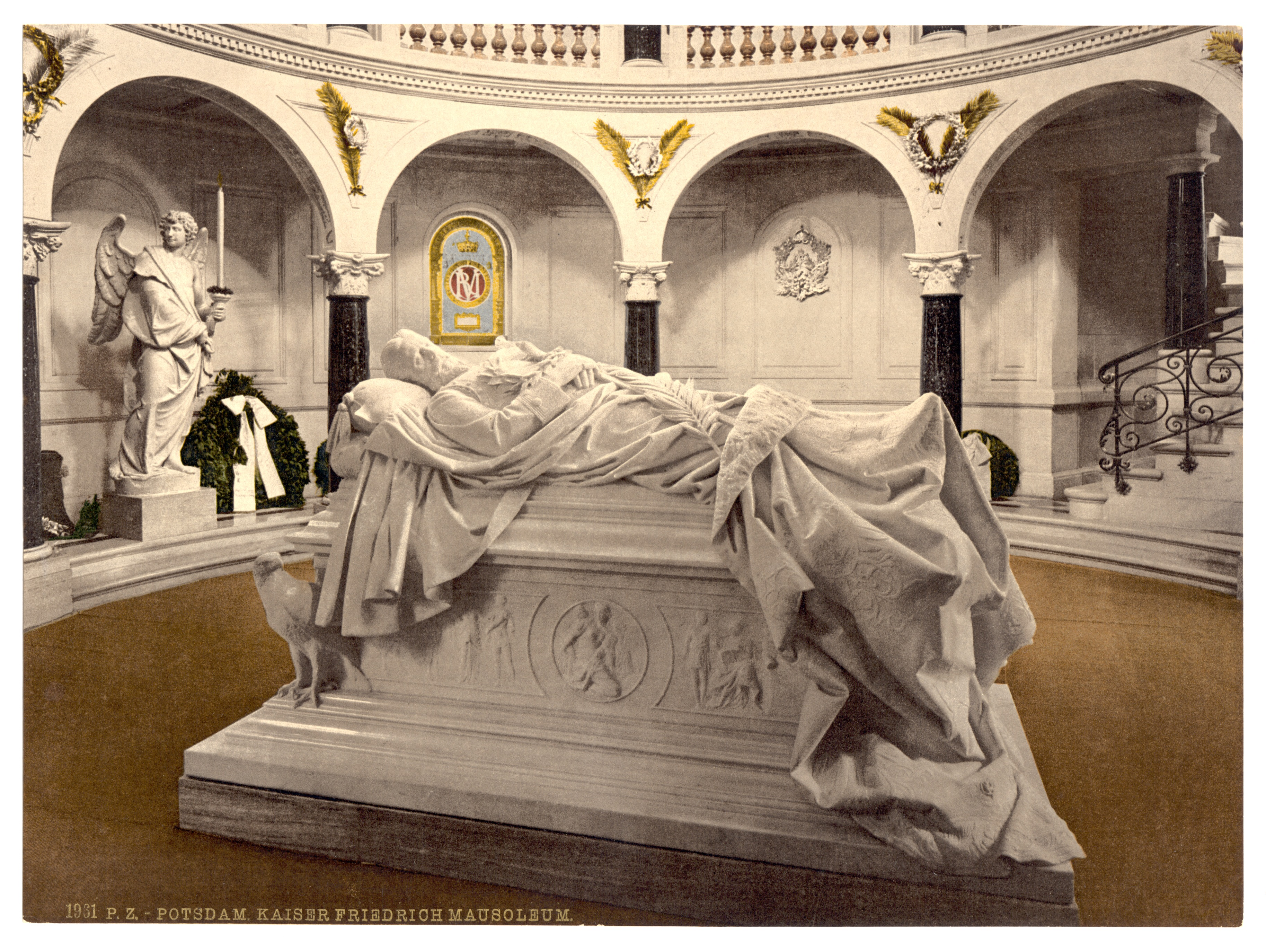
Саркофаг Фридриха III в мавзолее при Фриденскирхе. Открытка 1900

С северной стороны к Фриденскирхе примыкает мавзолей кайзера Фридриха, построенный по проекту автора Берлинского кафедрального собора Юлиуса Карла Рашдорфа. Мавзолей представляет собой купольное здание овальной формы с прямоугольным алтарным помещением. Внутри находится реплика мраморного саркофага, созданного в 1888 году Рейнгольдом Бегасом для умершего императора Фридриха III. Его прах был перенесён в 1905 году в Берлинский собор. Рядом покоится его супруга Виктория, саркофаг для которой также был выполнен Бегасом. Этот скульптор выполнил и стоящие по боковым стенам алтаря саркофаги рано усопших сыновей императорской четы, принцев Сигизмунда и Вальдемара.
С 1991 года на ступенях алтаря нашёл своё последнее пристанище скромный саркофаг «короля-солдата» Фридриха Вильгельма I. Первоначально он, как затем и его сын Фридрих II были погребены в гарнизонной церкви Потсдама. Незадолго до окончания войны останки королей были вывезены из Потсдама и хранились до 1953 года в церкви Святой Елизаветы в Марбурге, а затем в замке Гогенцоллернов в Хехингене. Первый саркофаг из чёрного мрамора был разбит в 1945 году и заменён на медную копию. Прах сына «короля-солдата» Фридриха II Великого в конце концов в 1991 году был перезахоронен в соответствии с его завещанием рядом с дворцом Сан-Суси.
Во Фриденскирхе (мавзолее и усыпальнице) похоронены следующие члены императорской семьи Германии:
- Фридрих Вильгельм I
- Фридрих Вильгельм IV
- Елизавета Людовика Баварская
- Фридрих III
- Виктория Великобританская
- принц Сигизмунд
- принц Вальдемар